# Robotkutyám, AXL
A Robotkutyám, AXL (eredeti cím: A.X.L.) 2018-as amerikai sci-fi kalandfilm, amelyet Oliver Daly írt és rendezett. A főszerepben Alex Neustaedter, Becky G, Alex MacNicoll, Dominic Rains és Thomas Jane látható. Az Egyesült Államokban 2018. augusztus 24-én mutatta be a Global Road Entertainment, a kritikusok általánosságban negatív kritikákkal illették, és a 10 millió dolláros költségvetésével szemben mindössze 8,5 millió dolláros bevételt hozott.
A film 2018. augusztus 24-én jelent meg.

## Rövid történet
A.X.L. egy szigorúan titkos robotkutya, aki különleges barátságot köt Miles-szal, és bármit megtesz, hogy megvédje új társát.

## Szereplők
- Alex Neustaedter – Miles Hill, feltörekvő motocross versenyző
- Becky G – Sara Reyes, találékony lány, akivel Miles szövetkezik
- Alex MacNicoll – Sam Fontaine
- Dominic Rains – Andric, a Craine Systems tudósa
- Lou Taylor Pucci – Randall, a Craine Systems tudósa
- Thomas Jane – Chuck Hill, Miles apja
- Patricia de Leon– Joanna Reyes, Sara édesanyja
- Niko Guardado – Scroggins
- Marie-Françoise Theodore – Webber kapitány
- Ted McGinley – George Fontaine
- Eric Etebari – Craine
- Hassie Harrison – Kirsten / benzinkutas lány

## Bevétel
Az Egyesült Államokban és Kanadában a Robotkutyám, AXL 2018. augusztus 24-én került a mozikba a Haláli bábjáték című filmmel együtt, és a nyitóhétvégén 1710 moziban körülbelül 5 millió dolláros bevételre számítottak. Végül 2,9 millió dollárral kezdett, és a kilencedik helyen végzett a bevételi listán. A film összesen 8,5 millió dollárt hozott világszerte.